# Хейфец, Анатолий Бернардович
Анатолий Бернардович Хейфец (2 октября 1925, Москва — 30 марта 2007, там же) — российский учёный, специалист в области электровакуумного приборостроения.

## Биография
Окончил Московский вечерний машиностроительный институт (1956).
Работа:
- 1945—1986 годы — НИИВТ им. С. А. Векшинского, от токаря до начальника лаборатории.
- 1986—2004 годы — ВНИИА, начальник лаборатории, ведущий научный сотрудник.

Кандидат технических наук.
Похоронен на Востряковском кладбище.

## Награды
- Лауреат Ленинской премии 1962 г. за разработку и организацию промышленного производства специальных высоконадежных электровакуумных приборов для систем подрыва и нейтронного инициирования ядерных зарядов.
- орден Трудового Красного Знамени (1955), медали «В память 800-летия Москвы», «За доблестный труд. В ознаменование 100-летия со дня рождения В. И. Ленина», «Ветеран труда», «В память 850-летия Москвы», «За доблестный труд в Великой Отечественной войне 1941-45 гг.», «50 лет Победы в Великой Отечественной войне».